# Wilhelm Richter (Mediziner)

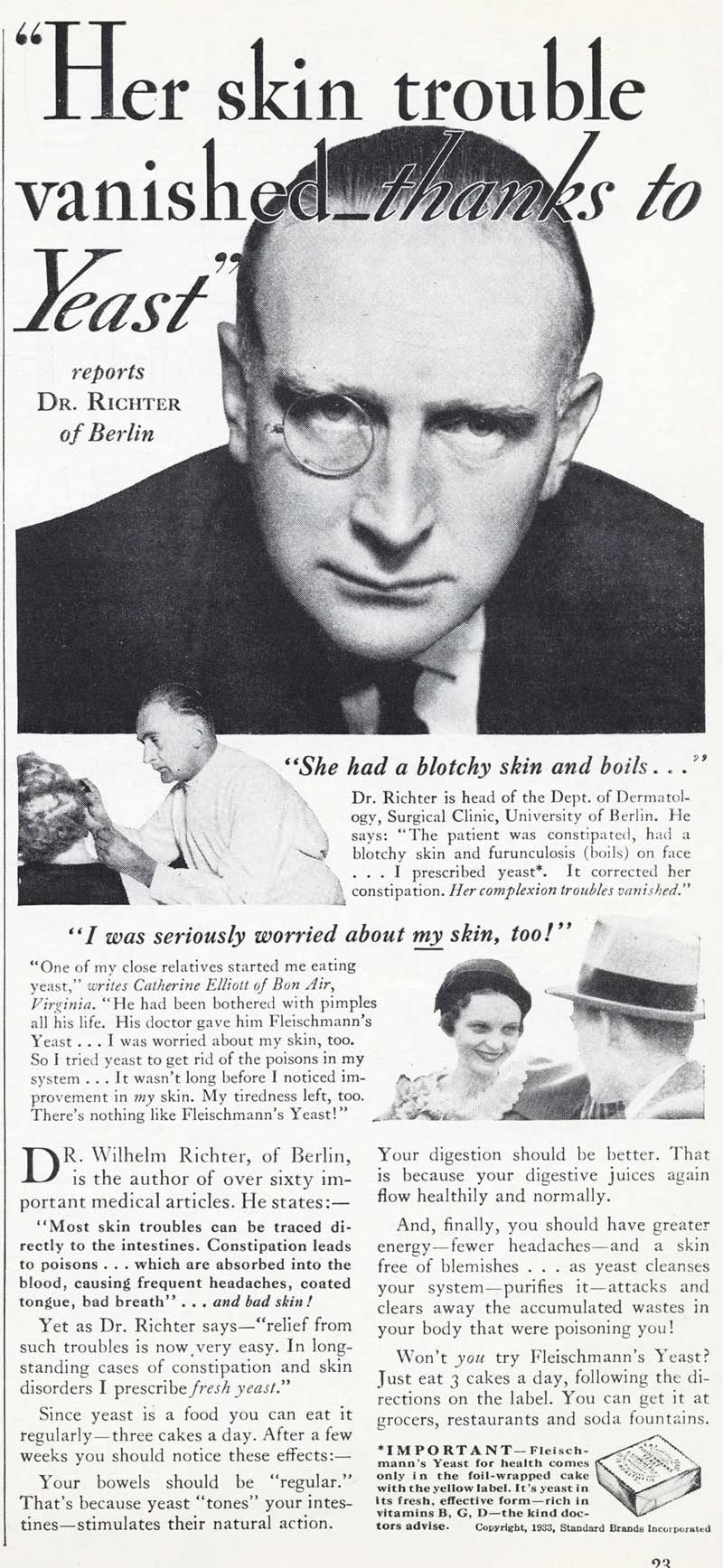
Wilhelm Richter in einer amerikanischen Werbeanzeige von 1933

Wilhelm Adolf Karl Richter (* 29. November 1892 in Köln; † 14. März 1944 in Baschtanka) war ein deutscher Dermatologe.

## Leben
Wilhelm Richter erhielt seine dermatologische Ausbildung als unbesoldeter Assistenzarzt bei Max Joseph (1860–1932) an der Hautabteilung der Berliner Chirurgischen Universitätsklinik, deren Leiter zu jener Zeit der Chirurg August Bier war. Ende 1931 wurde er habilitiert und ab dem 23. Februar 1932 Privatdozent der Dermatologie. In den Jahren 1932 und 1933 leitete er die Hautabteilung der Berliner Universitäts-Frauenklinik.
Richter zählte zu den Unterzeichnern eines Wahlaufrufs zugunsten der NSDAP am 5./6. November 1932 und trat der Partei zum 1. April 1933 bei (Mitgliedsnummer 1.734.800). Im Juni 1933 wurde er Dezernent für das Medizinalwesen in der Reichsleitung der SA und hatte in dieser NS-Organisation den Rang eines SA-Sturmführers inne.

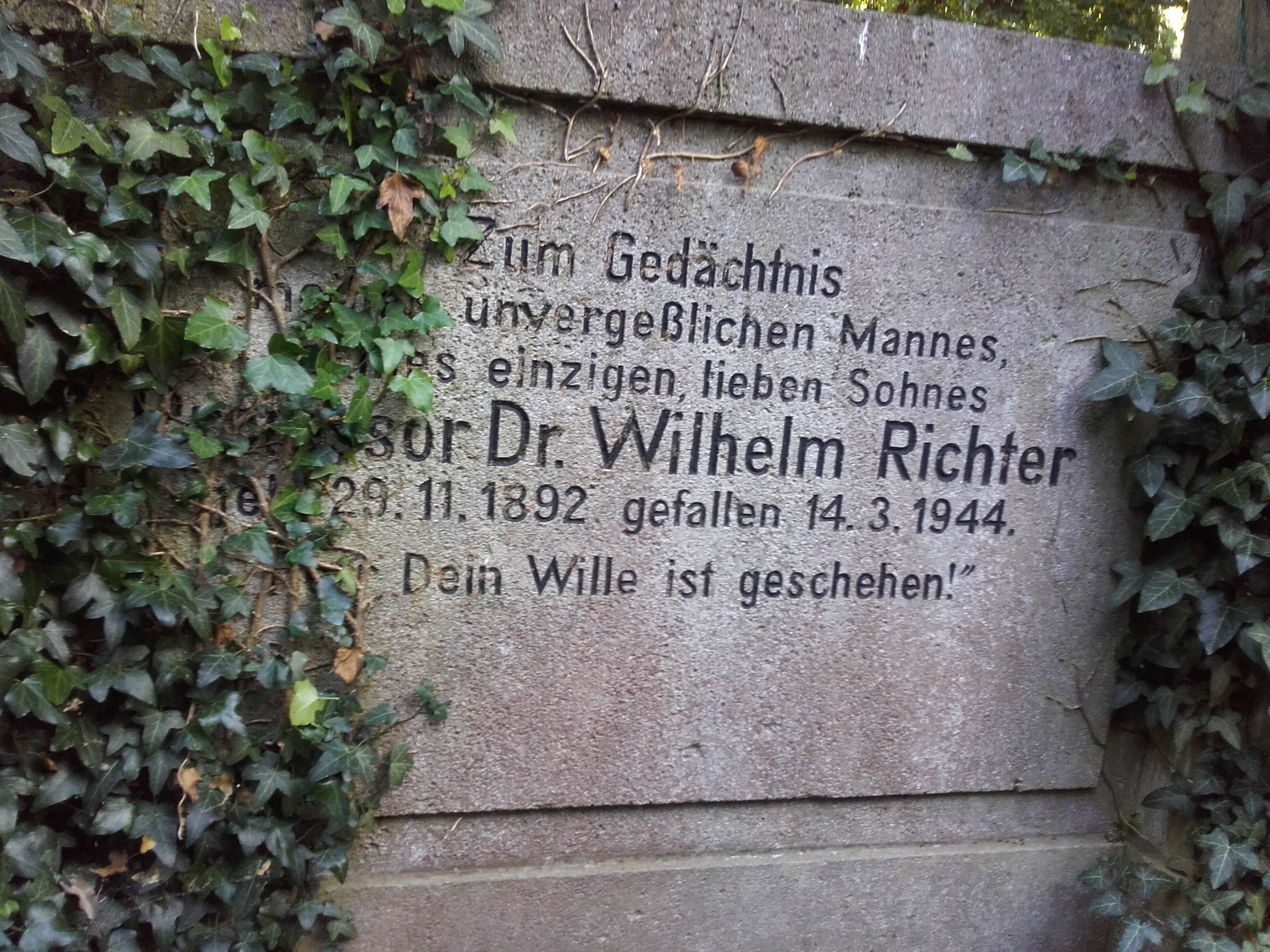
Gedenktafel für Wilhelm Richter auf dem Friedhof in Geltow

Am 3. November 1933 wurde er zum außerordentlichen Professor ernannt und übernahm 1934 kommissarisch die Direktion der Universitätshautklinik in Bonn. Am 25. September 1934 erfolgte die Ernennung zum ordentlichen Professor und er wechselte noch im selben Jahr nach Berlin. Am 1. Oktober 1935 wurde Richter zunächst vertretungsweise zum neuen Direktor und Ordinarius der Universitätshautklinik in Greifswald berufen. Richter, der auch dem NS-Dozentenbund sowie der Reichsfachschaft Hochschullehrer angehörte, äußerte die Absicht, die Klinik „im reinen nationalsozialistischen Sinne“ zu führen. Am 1. März 1939 übernahm er diese Position vollständig, meldete sich aber bereits am 15. September zum Militärdienst in der Wehrmacht. Im Range eines Oberstabsarztes übernahm Richter Aufgaben der heeresmedizinischen Organisation; daneben hatte er den Befehl, in Warschau Aktenmaterial zu Robert Koch aufzufinden und zu sammeln.
Richter untersuchte die Wirkungen von chemischen Kampfstoffen und führte dazu auch Versuche an lebenden Menschen durch.
In der Nacht vom 13. zum 14. März 1944 starb Wilhelm Richter bei Kampfhandlungen an der Ostfront nahe Nikolajew.

## Schriften
- Entwicklung der nationalsozialistischen Weltanschauung und ihr Einfluß auf die Wissenschaft, Universitätsverlag Greifswald, 1936, urn:nbn:de:gbv:9-g-859732
- Kampfstoffwirkung und Heilung, J.A. Barth, Leipzig, 1939